# William Nolan (réalisateur)
Pour les articles homonymes, voir William Nolan.
William Nolan, parfois appelé Bill Nolan (né le 10 juin 1894 dans le Connecticut et mort le 6 décembre 1954 à Sawtelle (en) en Californie) est un réalisateur, scénariste, animateur et monteur américain.

## Biographie
En 1914, William Nolan s'associe à Raoul Barré pour former le Barré Studio : ils produisent des films d'animations publicitaires.

## Filmographie

### Comme réalisateur
- 1918 : Tad's Little Daffydills
- 1918 : Tad's Indoor Sports
- 1918 : Oil
- 1920 : Happy Hooldini
- 1920 : Cupid's Advice
- 1920 : Apollo
- 1920 : A Romance of '76
- 1921 : Roll Your Own
- 1921 : A Close Shave
- 1925 : The Smoke Eater
- 1925 : Hot Dogs
- 1925 : A Uke-Calamity
- 1925 : The Flight That Failed
- 1925 : Hair Raiser
- 1925 : Bokays and Brickbatz
- 1925 : James and Gems
- 1925 : Monkey Business
- 1926 : Le Pirate noir (The Black Pirate)
- 1926 : Battling for Barleycorn
- 1926 : A Picked Romance
- 1926 : The Ghost Fakir
- 1926 : Sucker Game
- 1926 : Back to Backing
- 1926 : Double Crossed
- 1926 : Scents and Nonsense
- 1926 : Feather Pushers
- 1926 : Cops Suey
- 1926 : Chicken Chaser (en)
- 1926 : East Is Best
- 1926 : Shore Enough
- 1926 : Watery Gravy
- 1926 : Cheese It
- 1926 : Dots and Dashes
- 1926 : The Wrong Queue
- 1926 : Gold Struck
- 1927 : Horse Play
- 1927 : Busy Birds
- 1927 : Sharp Flats
- 1927 : Kiss Crossed
- 1927 : Fool's Errand
- 1927 : Stomach Trouble
- 1927 : Hire a Hall
- 1927 : Don Go On
- 1927 : Burnt Up
- 1927 : Night Owl
- 1927 : The Rug
- 1927 : On the Trail
- 1927 : Passing the Hat
- 1927 : Best Wishes
- 1927 : Topsy and Eva
- 1927 : Wild Rivals
- 1929 : Saucy Sausages
- 1929 : Race Riot
- 1929 : Oil's Well
- 1929 : Permanent Wave
- 1929 : Cold Turkey
- 1929 : Amateur Night
- 1929 : Hurdy Gurdy
- 1929 : Nutty Notes
- 1929 : Kounty Fair
- 1930 : Chile Con Carmen
- 1930 : Kisses and Kurses
- 1930 : Broadway Folly
- 1930 : Bowery Bimbos
- 1930 : Hash Shop
- 1930 : Prison Panic
- 1930 : Tramping Tramps
- 1930 : Hot for Hollywood
- 1930 : Hell's Heels
- 1930 : My Pal Paul
- 1930 : Song of the Caballero
- 1930 : Not So Quiet
- 1930 : Spooks
- 1930 : Sons of the Saddle
- 1930 : Cold Feet
- 1930 : Snappy Salesman
- 1930 : The Singing Sap
- 1930 : Fanny the Mule
- 1930 : Detective
- 1930 : The Fowl Ball
- 1930 : Strange As It Seems
- 1930 : The Navy
- 1930 : Mexico
- 1930 : Africa
- 1930 : Alaska
- 1930 : Mars
- 1931 : China
- 1931 : College
- 1931 : Shipwreck
- 1931 : The Farmer
- 1931 : Fireman
- 1931 : The Hunter
- 1931 : Sunny South
- 1931 : Country School
- 1931 : The Bandmaster
- 1931 : North Woods
- 1931 : Stone Age
- 1931 : Radio Rhythm
- 1931 : Kentucky Belle
- 1931 : Hot Feet
- 1931 : The Hunter
- 1931 : Wonderland
- 1931 : Trolley Troubles
- 1931 : Hair Mail
- 1931 : Fisherman
- 1931 : The Clown
- 1932 : Grandma's Pet
- 1932 : Mechanical Man
- 1932 : Great Guns
- 1932 : Wins Out
- 1932 : Beaus and Arrows
- 1932 : Making Good
- 1932 : Let's Eat
- 1932 : Foiled Again
- 1932 : Winged Horse
- 1932 : To the Rescue
- 1932 : Cat Nipped
- 1932 : A Wet Knight
- 1932 : A Jungle Jumble
- 1932 : Day Nurse
- 1932 : The Athlete
- 1932 : Busy Barber
- 1932 : The Butcher Boy
- 1932 : Carnival Capers
- 1932 : The Crowd Snores
- 1932 : The Underdog
- 1932 : Wild and Woolly (en)
- 1932 : Cats and Dogs
- 1932 : Teacher's Pest
- 1933 : County Fair
- 1933 : Merry Dog
- 1933 : Oswald the Plumber
- 1933 : The Terrible Troubador
- 1933 : The Shriek
- 1933 : Going to Blazes
- 1933 : S.O.S. Icicle
- 1933 : Beau Best
- 1933 : Nature's Workshop
- 1933 : Ham and Eggs
- 1933 : Pin-Feathers
- 1933 : A New Deal
- 1933 : Confidence
- 1933 : Hot and Cold
- 1933 : King Klunk
- 1933 : Five and Dime
- 1933 : She Done Him Right
- 1933 : In the Zoo
- 1933 : The Merry Old Soul
- 1933 : Parking Space
- 1934 : Chicken Reel
- 1934 : The Candy House
- 1934 : Country Fair
- 1934 : The Toy Shoppe
- 1934 : Kings Up
- 1934 : Wolf, Wolf
- 1934 : Gingerbread Boy
- 1934 : Goldilocks and the Three Bears
- 1934 : Annie Moved Away
- 1934 : The Wax Works
- 1934 : William Tell
- 1934 : Chris Columbus, Jr.
- 1934 : The Dizzy Dwarf
- 1934 : Spring in the Park

### Comme monteur
- 1922 : Robin des Bois (Robin Hood)
- 1924 : Le Voleur de Bagdad (The Thief of Bagdad)
- 1925 : Don X, fils de Zorro (Don Q Son of Zorro)
- 1926 : Le Pirate noir (The Black Pirate)
- 1927 : Le Gaucho (The Gaucho)
- 1929 : Le Masque de fer (The Iron Mask)

### Comme scénariste
- 1925 : The New Champ

### Comme animateur
- 1920 : Dr. Jekyll and Mr. Zip de Ben Sharpsteen